# Uğur Öztürkmen
Uğur Öztürkmen (* 1939) ist ein ehemaliger türkischer Fußballspieler.

## Karriere
Öztürkmen spielte 1959 ein Ligaspiel für Galatasaray Istanbul. Er wurde bei der Begegnung gegen Gençlerbirliği Ankara in der 26. Spielminute für Mete Basmacı eingewechselt. Es folgten zwei Jahre bei Yeşildirek SK. Hier kam er zu 35 Ligaspielen.